# リトル・ブッダ (サウンドトラック)
リトル・ブッダ (サウンドトラック)（Little Buddha ～）とは、映画『リトル・ブッダ』のオリジナルサウンドトラックである。1994年4月6日にフォーライフ・レコードよりリリースされた。

## 解説
- 全曲、坂本龍一による作曲である。
- 指揮も坂本自身が行っている。
- クライマックスシーン（ACCEPTANCE END CREDITS）の音楽制作ではベルナルド・ベルトルッチ監督が最初に「龍一、僕はティッシュ・カンパニーを起業する。世界中の人が大泣きして、莫大な富を得るだろうから。だから世界一泣ける曲を書け」と依頼。1曲目と2曲目は「もっと悲しく。これじゃ儲からない」と指摘され、3曲目は「悲しすぎる。希望がない」と言われ、「希望」を入れる話を聞いていなかった坂本が激怒。4曲目で却下されたものは別のシーンで使用され、5回目に書き直した曲が採用された[1]。不採用となった2曲目は坂本のアルバム「スウィート・リヴェンジ」に「Sweet Revenge」として収録されている。曲名は「監督に対する復讐」の意味が込められている。

## 収録曲
1. MAIN THEME
2. OPENING TITLES
3. THE FIRST MEETING
4. RAGA KIRVANI
  - ヴァイオリン：L. Subramaniam
5. NEPALESE CARAVAN
6. VICTORY
7. FARAWAY SONG
8. RED DUST
9. RIVER ASHES
10. EXODUS
11. EVAN'S FUNERAL
12. THE MIDDLE WAY
13. RAGA NAIKI KANHRA/THE TRIAL
  - 歌：Shruti Sadolikar
14. ENLIGHTENMENT
15. THE REINCARNATION
16. GOMPA - HEART SUTRA
17. ACCEPTANCE - END CREDITS
  - 歌：Shasheen Samad
18. END THEME Live Version
日本版だけのボーナストラック